# Hälge

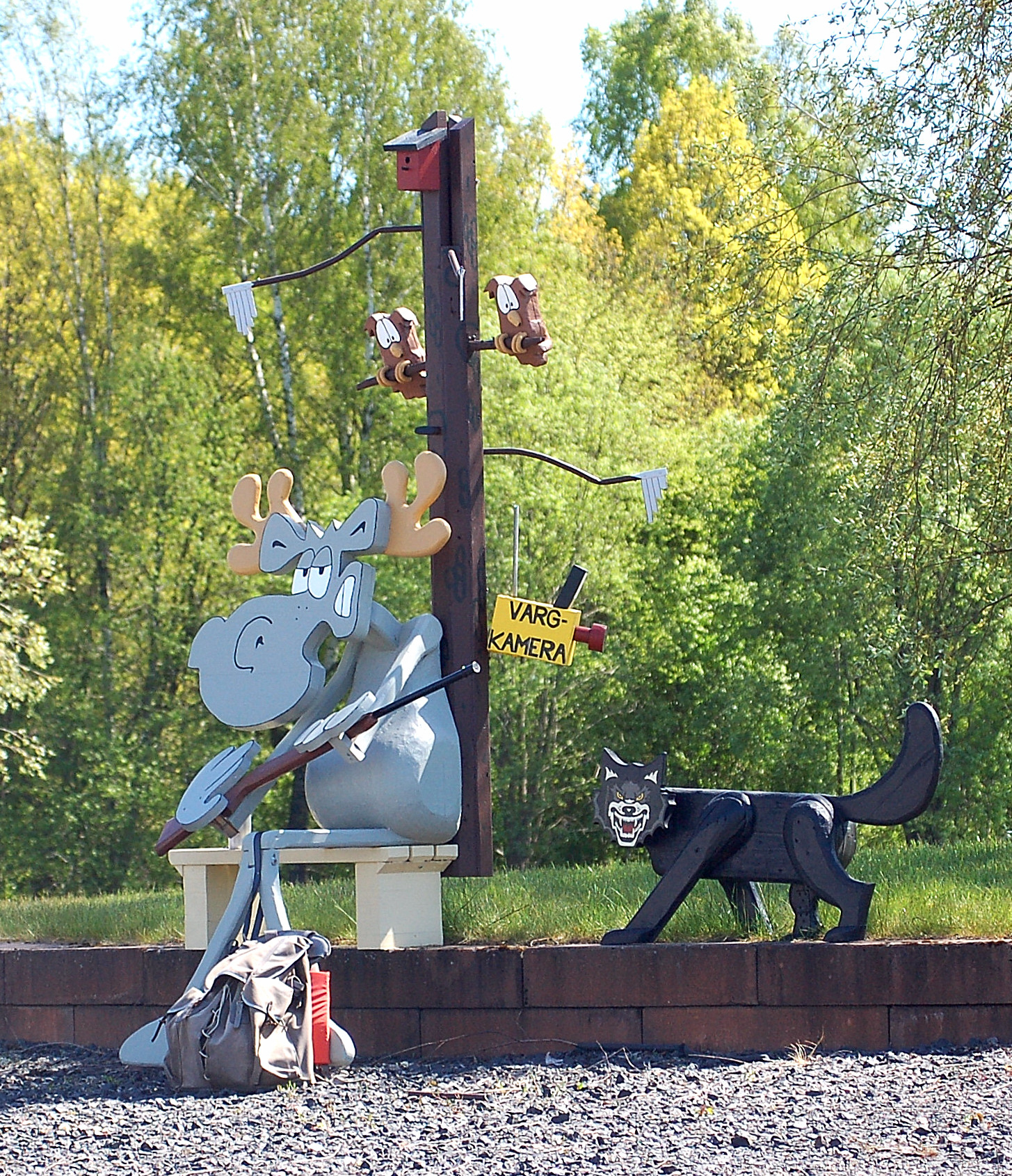
Hälge, der Elch, als Figur im öffentlichen Raum

Hälge ist eine schwedische Comicfigur, die vom Zeichner Lars Mortimer geschaffen wurde. Es handelt sich um einen dünnbeinigen Elchbullen, der ständig auf der Flucht vor den übermächtig erscheinenden Jägern ist. Comicstrips mit Hälge werden in verschiedenen schwedischen Tageszeitungen und in einer speziellen Zeitschrift, die Hälges Namen trägt und etwa alle zwei Monate erscheint, veröffentlicht. Die Comicstrips erzählen keine zusammenhängende Geschichte, sondern kurze Episoden, die aus maximal vier Strips bestehen. Im deutschsprachigen Raum sind vor allem die Merchandisingprodukte, die für den Comic geschaffen wurden bekannt.

## Hauptcharaktere
Hälge ist fast immer deprimiert, da sein Leben nur daraus besteht, gejagt zu werden. Freude kommt für ihn nur auf, wenn er seinen Widersachern ein Schnippchen schlagen konnte. Zu seiner Gemütslage trägt auch bei, dass sein Geweih nur magere sechs Enden hat. So wird sein großer Traum, die Mitgliedschaft im „Zwölfender-Club“ wohl niemals in Erfüllung gehen. Hälges Überlebenskampf wird von zwei Eulen, die immer einen niederschmetternden Kommentar parat haben, und von zwei Raben, die sehnsüchtig darauf warten, dass sie sich an Hälges Kadaver sättigen können, begleitet.
Hälges ärgste Feinde sind die Jäger Edwin und Uffe. Der erste von beiden ist ein echter Losertyp, dem im entscheidenden Augenblick die Courage oder das Glück fehlen. Uffe ist ein hausgemachter Macho, für den eine Sonnenbrille und Tarnkleidung zur Standardausrüstung gehören. Beide wohnen zusammen mit ihren Frauen in der weit verstreuten Siedlung Avliden (deutsch: Verstorben), die irgendwo in der schwedischen Wildnis liegt.
Die von Hälge angehimmelte Elchkuh trägt den Namen Gullan (in etwa: Goldige). Obwohl sie Hälge in den Comicstrips permanent abweist, wenn er ihr ein Liebestreffen vorschlägt, kommen doch immer wieder Elchkälber vor, die von beiden stammen.

## Weitere Charaktere
- Ellen – Edwins geduldige Frau, die aber auch messerscharfe Kommentare geben kann.
- Blixten – Edwins Hund, der sich meist leicht austricksen lässt.
- Ameise Harry – ein Individualist, der im durchorganisierten Ameisenstaat ein schweres Leben hat.
- Kotten – ein Igel, der sich vor Autos fürchtet und im Winter über Schlafprobleme klagt.
- Rubbade Runar – ein Trottel von einem Elch, bei dem es verwunderlich ist, dass er noch lebt.
- Hunddråparn – ein kolossaler Elchbulle vor dem sich sogar Uffe fürchtet.